# Mind Your Manners
«Mind Your Manners» (en español: «Cuida tus modales») es el primer sencillo del álbum Lightning Bolt de la banda estadounidense de rock alternativo Pearl Jam. Fue lanzada por Internet el 11 de julio de 2013, mismo día en que se anunció el nombre oficial del álbum. En una entrevista, el guitarrista de la banda Mike McCready, aseguró: "Para esta canción, quería acercarme al cómo lo trabajaban los Dead Kennedys y algunas bandas de California. Buscaba esa agresividad en la canción".
La canción fue interpretada en vivo por primera vez el 16 de julio de 2013, durante un concierto de Pearl Jam en la ciudad de London, Ontario, Canadá.

## Posicionamiento en listas
| Lista (2013)                                | Mejor posición |
| ------------------------------------------- | -------------- |
| Australia (ARIA)                            | 54             |
| Bélgica (Flandes) (Ultratip Bubbling Under) | 64             |
| Canadá (Hot 100)                            | 55             |
| Estados Unidos (Rock Songs)                 | 17             |
| Estados Unidos (Alternative Songs)          | 12             |
| Estados Unidos (Mainstream Rock Tracks)     | 4              |
| Irlanda (IRMA)                              | 74             |
| Países Bajos (Mega Single Top 100)          | 69             |